# Мошав

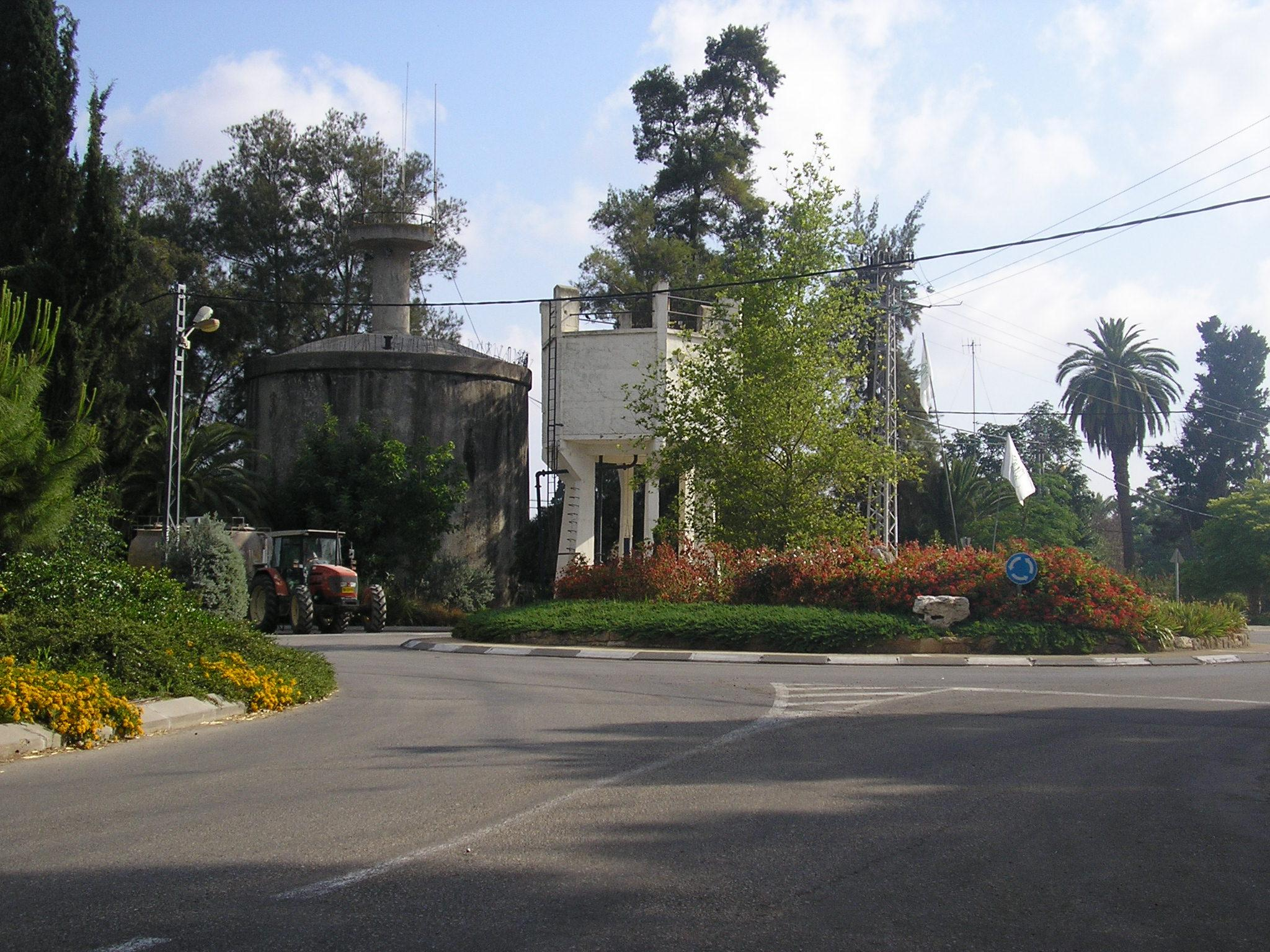
В мошаве Нахалаль

Моша́в (ивр. מוֹשָׁב‎ — букв. «поселение»; мн. ч. ивр. מוֹשָׁבִים‎ — мошави́м) — вид сельских населённых пунктов в Израиле.
В своей классической форме мошав представляет собой сельскохозяйственную общину, действующую на кооперативных началах в снабженческо-сбытовой сфере при частичном или полном обобществлении труда и собственности на средства производства, но, как правило, при сохранении индивидуального землепользования членов мошава в виде аренды отдельных земельных наделов и осуществлении принципов индивидуального потребления (в отличие от коллективного потребления, свойственного кибуцу).
В Израиле, а также на контролируемых Израилем территориях, существует более 400 мошавов.

## Виды мошавов
Основными видами мошавов являются «моша́в овди́м» (ивр. מוֹשָׁב עוֹבְדִים‎, буквально «поселение трудящихся») и «моша́в шитуфи́» (ивр. מוֹשָׁב שִׁיתּוּפִי‎, буквально «кооперативное поселение»).
Сравнение разных форм хозяйства:
| Тип поселения | Снабжение и сбыт | Производство  | Потребление   |
| ------------- | ---------------- | ------------- | ------------- |
| Мошав овдим   | кооперативные    | частное       | частное       |
| Мошав шитуфи  | кооперативные    | кооперативное | частное       |
| Кибуц         | кооперативные    | кооперативное | кооперативное |

### Мошав овдим
Официальным определением «мошава овдим» является «сельскохозяйственный кооператив, представляющий собой отдельное поселение, в цели которого входят организация поселенческой деятельности его членов, поддержание кооперации в снабжении, сбыте и взаимопомощи и управление общественной жизнью поселения в соответствии с уставом кооператива».
Классическая форма «мошава овдим» предполагает индивидуальное землепользование членами мошава при соблюдении следующих принципов:
- Сельскохозяйственное предназначение.
- Национальная (государственная или находящаяся в руках национальных организаций) собственность на землю.
- Самостоятельный труд членов мошава на основе семейного подряда при сокращении использования наёмного труда.
- Взаимопомощь.
- Кооперация в снабженческо-сбытовой сфере.
- Демократическая форма внутреннего управления.

Подавляющее большинство мошавов в Израиле, а также в еврейских поселениях на Западном берегу реки Иордан, относятся к типу «мошав овдим».
Со временем большинство мошавов так или иначе отошли от основополагающих принципов, и на сегодняшний день бо́льшая часть жителей мошавов не занимается сельскохозяйственной деятельностью. При этом аграрный сектор большинства мошавов во многом основывается на наёмной работе — в частности, на работе иностранных рабочих.

### Мошав шитуфи

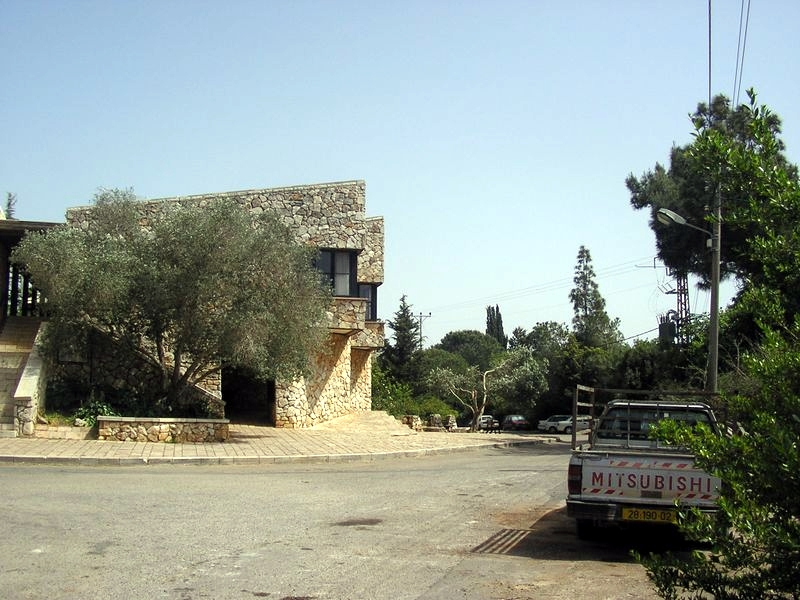
«Общинный дом» в мошаве шитуфи Йодфат

Официальным определением «мошава шитуфи» является «поселенческий кооператив, представляющий собой отдельное поселение, объединённый на основе собственности кооператива на средства производства, процесс сбыта и общественное имущество, на основе обобществления в процессе производства и воспитания и на основе равенства в потреблении[…]».
Мошав шитуфи является по сути переходной формой хозяйства между «мошавом овдим» и кибуцем. В классической форме мошав шитуфи основан на полном обобществлении труда и коллективной собственности на землю и средства производства вместо предоставления членам мошава отдельных земельных наделов. С другой стороны, в подобном мошаве (в отличие от кибуца) сохраняется разделение в потреблении, и семьи членов вправе распоряжаться своим бытом и доходами по своему усмотрению. Классическая модель предполагает при этом, что члены мошава будут получать равные доходы, вычисляемые в соответствии с размером их семей.

## История мошавов

### Идея основания мошавов
Идеология развития еврейского сельского хозяйства не была уникальна в среде основателей мошавов: многие идеологи сионистского движения начала XX века, как то Артур Руппин и Берл Кацнельсон, видели в земледельчестве важную часть процесса возрождения еврейской нации, как в качестве деятельности, противостоящей образу жизни евреев в диаспоре, так и в качестве средства углубления духовной связи с землёй. Самостоятельная работа членов поселения должна была в их видении обеспечить работой массы еврейских репатриантов, укрепить заселение как можно более обширных территорий и послужить средством избавления еврейских поселенцев в Палестине от зависимости от дешёвой арабской рабочей силы.
Идеологам мошавного движения были хорошо известны существующие на тот момент формы еврейских сельскохозяйственных поселений в Палестине: мошава́ (множественное число: мошаво́т) — сельскохозяйственная колония времен Первой алии, основанная на наёмном труде — и кибуц — сельскохозяйственная коммуна времён Второй алии. Не принимая ни одну из этих форм, основатели мошавов пытались создать модель поселения, в котором самостоятельная сельскохозяйственная работа методом семейного подряда будет совмещена с общественной жизнью поселения, исходя из принципа равенства членов поселения, но и уважая их индивидуальные выборы.
Идея сельскохозяйственной кооперации в виде основания мошавов, включая главные принципы деятельности мошава — национальная собственность на землю, самостоятельная сельскохозяйственная работа, семейный подряд, взаимопомощь и снабженческо-сбытовая кооперация — была впервые чётко сформулирована в 1919 году в брошюре Элиэзера Липы Йоффе «Об основании поселений трудящихся» (ивр. ליסוד מושבי עובדים‎ Ле-йису́д мошве́й овди́м). Идея также получила развитие в работах агронома Ицхака Элазари-Волкани (Вилькански), описавшего хозяйственную модель управления подобных поселений.
Идея создания «мошавов шитуфи» зародилась в поиске синтеза между классической моделью мошава, подчёркивающей индивидуальную деятельность членов, и моделью кибуца, делающей ударение на коммунный образ жизни и потребления. Идея возникла в середине 1930-х годов в среде членов организации «Ха-Коцер», многие из которых проживали в то время в кибуцах, но искали альтернативу кибуцному образу жизни, не оставлявшему места индивидуальному семейному быту.

### Основание мошавов

Мошав Моледет в 1950 году

Практическое воплощение идеи основания мошавов стало возможным после окончания Первой мировой войны, при обновлении активной поселенческой деятельности Всемирной сионистской организации в Палестине.
Первыми мошавами стали Нахалаль и Кфар-Йехезкель, основанные в 1921 году на землях, купленных Йехошуа Ханкиным в Изреельской долине. До конца 20-х годов там же были основаны дополнительные восемь мошавов.
В 1930-е годы мошавы стали основываться и в других частях Палестины: в первую очередь на прибрежной равнине, включая долину Хефер, но также в Иудейских горах и на юге Палестины. В начале 1930-х годов была также предпринята программа «Поселение тысячи» (ивр. התיישבות האלף‎ хитъяшву́т хa-э́леф), направленная на заселение тысячи еврейских семей в новых сельскохозяйственных поселениях.
Многие мошавы были основаны также в рамках операции «Хома у-мигдаль» во второй половине 1930-х годов.
В эти же годы были основаны и первые «мошавы шитуфи»: Кфар-Хитим (ивр. כפר חיטים‎) в конце 1936 года и Моледет (ивр. מולדת‎) в 1937 году.
После окончания Второй мировой войны ветеранами войны, выходцами из «Еврейской бригады» и других британских военных подразделений, были основаны дополнительные мошавы. По окончании британского мандата в Палестине в 1948 году в Палестине было 58 мошавов.
После основания Государства Израиль мошав стал одним из основных способов расселения вновь прибывших волн репатриации в Израиль. Направление волн репатриантов на сельскохозяйственное поселение в мошавы было предназначено для одновременного достижения нескольких целей: быстрая интеграция новоприбывших в обществе и в трудовом секторе, увеличение производства сельскохозяйственной продукции для удовлетворения нужд резко возрастающего населения страны и рассредоточение населённых пунктов для заселения максимальной площади территории страны.
В 1960-е стали появляться также мошавы достаточно узкой направленности такие, как Амирим, основанный вегетарианцами.
К 1975 году в Израиле уже существовало 350 мошавов (из них 326 — типа «мошав овдим»), в которых проживало около 132 800 человек (из общего населения 493 100 человек, проживавших на тот момент в 788 поселениях сельского сектора Израиля).
Темп основания новых мошавов резко снизился, начиная с 1980-х годов. На 2020 год в Израиле, а также на контролируемых Израилем территориях, существует более 400 мошавов.

### Организационная поддержка мошавов
Процесс основания новых мошавов породил необходимость в существовании органа, оказывающего мошавам поддержку, начиная с формирования групп для заселения новых мошавов и заканчивая профессиональным, кредитным и прочим сопровождением деятельности мошавов. Это привело к основанию организации «Тнуат ха-мошавим» (ивр. תנועת המושבים‎ — Мошавное движение) в 1925 году. В рамках организации, в которую на 2021 год входят 254 мошава, предоставляются различные услуги мошавам, вошедшим в организацию, в том числе финансовая поддержка мошавов и их членов, профессиональная консультация, организация взаимопомощи между мошавами, предоставление ссуд, организация совместного снабжения и сбыта, постройка общих сельскохозяйственных сооружений, развитие общественной и культурной жизни в мошавах и т. п.

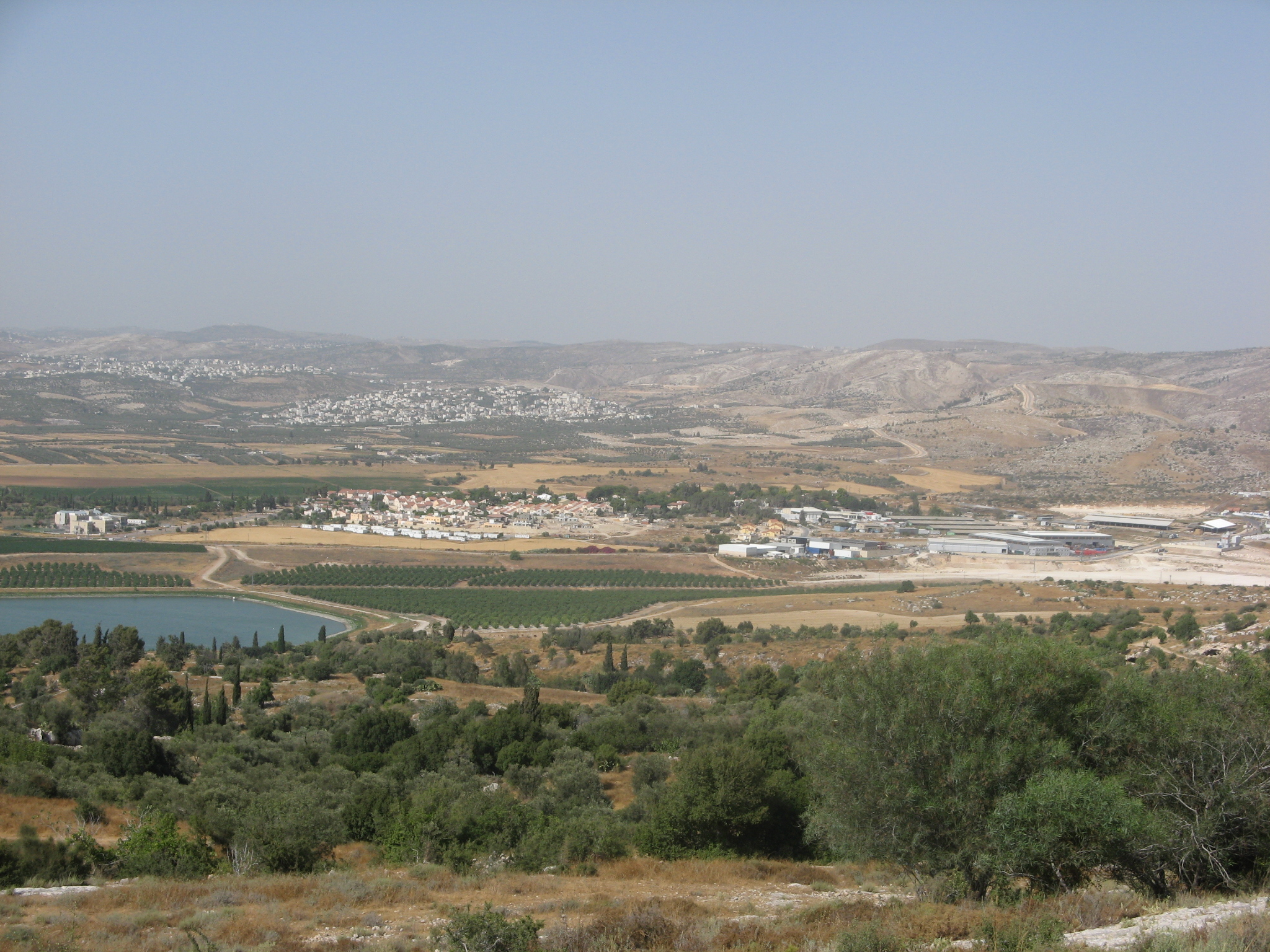
Мошав Мево-Хорон на Западном берегу реки Иордан

Следующие по размеру подобные организации — «Ха-иху́д ха-хаклаи́» (ивр. האיחוד החקלאי‎) и «Ха-поэ́ль ха-мизрахи́» (ивр. הפועל המזרחי‎)) — объединили около 130 дополнительных мошавов. Существуют также другие, менее крупные организации, объединяющие бо́льшую часть остальных мошавов (или в некоторых случаях мошавы и другие типы поселений), как, например, «Мишке́й Херу́т Бейта́р» (ивр. משקי חרות בית"ר‎), «Ха-ове́д ха-цийони́» (ивр. העובד הציוני‎), «Поале́й агуда́т исраэ́ль» (ивр. פועלי אגודת ישראל‎), «Хитахдут ха-икарим» (ивр. התאחדות האיכרים‎).
С начала действия мошавов центральный профсоюз трудящихся «Гистадрут» также пытался вовлечь мошавы в сферу своего влияния. Несмотря на первичное неприятие этой идеи, мошавы подчинились сначала организации «Сельскохозяйственный центр» (ивр. המרכז החקלאי‎ ха-мерка́з ха-хаклаи́), а после основания Государства Израиль формально подчинились и «Гистадруту», передав своё имущество в управление центрального кооператива «Нир шитуфи».
Дополнительное сопровождение деятельности мошавов оказывают региональные советы, а также государственные органы, как, например, Министерство сельского хозяйства и сельского развития Израиля, Управление землями Израиля и т. д.

### Социальные и экономические перемены в мошавах
Уже в 1940-х годах, а в особенности вскоре после основания Государства Израиль в 1948 году, мошавное движение претерпело значительные идеологические изменения. В то время как мошавы, основанные до того периода, заселялись в первую очередь идеологически настроенными поселенцами Второй и Третьей алии, готовыми идти на лишения ради воплощения идей сельскохозяйственной кооперации и идеалов сионизма, дальнейшие волны репатриации были менее идеологически настроены, а после Второй мировой войны состояли (кроме небольших остатков уцелевшего после Холокоста европейского еврейства) из евреев-выходцев из исламских стран, которым были чужды социалистические чаяния их предшественников.
Основание государства, породившее значительный административный, военный, обслуживающий и промышленный сектор, повлекло также снижение профессионального престижа и экономической привлекательности сельскохозяйственных профессий.
При этом поддержка сельскохозяйственной кооперации оставалось приоритетным направлением внутренней политики Израиля в период власти партии «Мапай», остававшейся у власти от основания государства до 1977 года.
С конца 1970-х годов в израильской экономике усилились тенденции либерализации экономики и постепенной приватизации государственного имущества и имущества «Гистадрута». В 1980-х годах экономику Израиля также постиг тяжёлый экономический кризис. Кризис особенно тяжело ударил по аграрному сектору, поставив многие сельскохозяйственные кооперативы на грань банкротства. Социальные процессы в израильском обществе, связанные с постепенным отходом от идеалов социализма, равенства и первопроходчества, также глубоко повлияли на дальнейшую судьбу сельскохозяйственных кооперативов в Израиле.
С целью облегчить положение мошавов и их членов вследствие экономического кризиса Управление землями Израиля было вынуждено ввести исключения из правил о неделимости мошавных наделов и позволить мошавам добиваться продвижения планов застройки новых жилищных районов в мошаве для передачи участков в аренду новым жителям, не являющимся членами мошава.
Также во многих случаях было разрешено использование сельскохозяйственных угодий для иных целей, как то торговля, промышленность и т. п. Хоть этот процесс и помог в улучшении финансового положения мошавов, он нанёс ущерб общинному характеру мошавной жизни.
Восстановление аграрного сектора после экономического кризиса сопровождалось ускорением процессов либерализации, приведших к уменьшению государственных субсидий и стимулированию повышения конкурентоспособности.
Новое население мошавов — выходцы из городов, продолжающие работу в городах — было более заинтересовано в направлении ресурсов мошава и региональных советов на улучшение качества жизни и уровня муниципальных услуг, нежели чем на развитие хозяйства мошава.
В результате всех этих явлений к началу XXI века большинство жителей мошавов в Израиле уже не занимались напрямую сельским хозяйством. Многие из них нашли работу вне мошавов, продолжая проживать в мошавах, другие основали в мошавах предприятия, заводы и туристические проекты.

## Администрация мошава
Как и другие кооперативы в Израиле, мошавы осуществляют свою административную деятельность в соответствии с Указом о кооперативах 1933 года (ивр. פקודת האגודות השיתופיות‎), подзаконными актами, изданными на основании Указа, и уставом мошава, утверждённым при учреждении кооператива.
Общее собрание членов мошава избирает, как правило, «совет» или «совет села» (ивр. מועצת הכפר‎), который в свою очередь избирает комитет мошава (ивр. הוועד‎), представляющий собой центральный административный орган мошава. Комитет может также назначать комиссии для исполнения полномочий комитета в различных сферах деятельности мошава.
Регистратор кооперативов (ивр. רשם האגודות השיתופיות‎) в Министерстве экономики и промышленности Израиля обладает полномочиями надзора и вмешательства в деятельность органов мошава, начиная с утверждения учреждения кооператива и вплоть до роспуска комитета и назначения внешнего комитета для управления мошавом или ликвидации мошава. Также, в случаях, предусмотренных уставом мошава, Регистратор организует проведение арбитражных разбирательств по делам мошавов и их членов.
Так как мошав представляет собой отдельное поселение, входящее в большинстве случаев в состав регионального совета (муниципального образования, состоящего из нескольких населённых пунктов), комитет мошава, помимо своих полномочий в соответствии с кооперативным правом, получает также полномочия «местного комитета» (ивр. ועד מקומי‎) — местного органа власти в соответствии с муниципальным правом.

## Права землепользования в мошаве

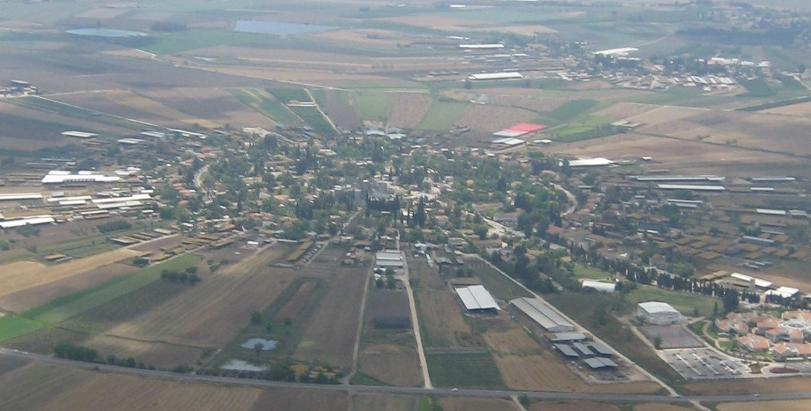
Мошав Нахалаль

Земельные участки в мошаве принято делить на три категории: надел «Алеф» (ивр. נחלה א'‎) (участок, на котором расположен дом члена мошава), надел «Бет» (ивр. נחלה ב'‎) (индивидуальный сельскохозяйственный надел члена мошава) и надел «Гимель» (ивр. נחלה ג'‎) (общий сельскохозяйственный надел мошава).
На сегодняшний день существуют три основных модели распределения прав на землю среди членов мошавов:
- «Трёхсторонний договор»: Управление землями Израиля (ивр. רשות מקרקעי ישראל‎), в распоряжении которого находятся, помимо прочего, земли в государственной собственности[прим. 15] и земли в собственности «Еврейского национального фонда», передаёт землю в аренду на трёхлетний срок (продлеваемый по окончании срока) поселенческому отделу Еврейского агентства, которое в свою очередь передаёт право на пользование землёй мошаву, а мошав передаёт право на пользование наделами членам мошава в соответствии с уставом мошава[прим. 16].
- «Двусторонний договор» (модель, предназначенная для упрощения схемы контрактных отношений): Управление землями Израиля передаёт право на пользование землей или аренду на трёхлетний срок (продлеваемый по окончании срока) напрямую мошаву, а мошав передаёт право на пользование наделами или субаренду членам мошава[прим. 17].
- Повторение предыдущей модели при добавлении процесса заключения прямых контрактов между членами мошава и Управлением землями Израиля[прим. 18].

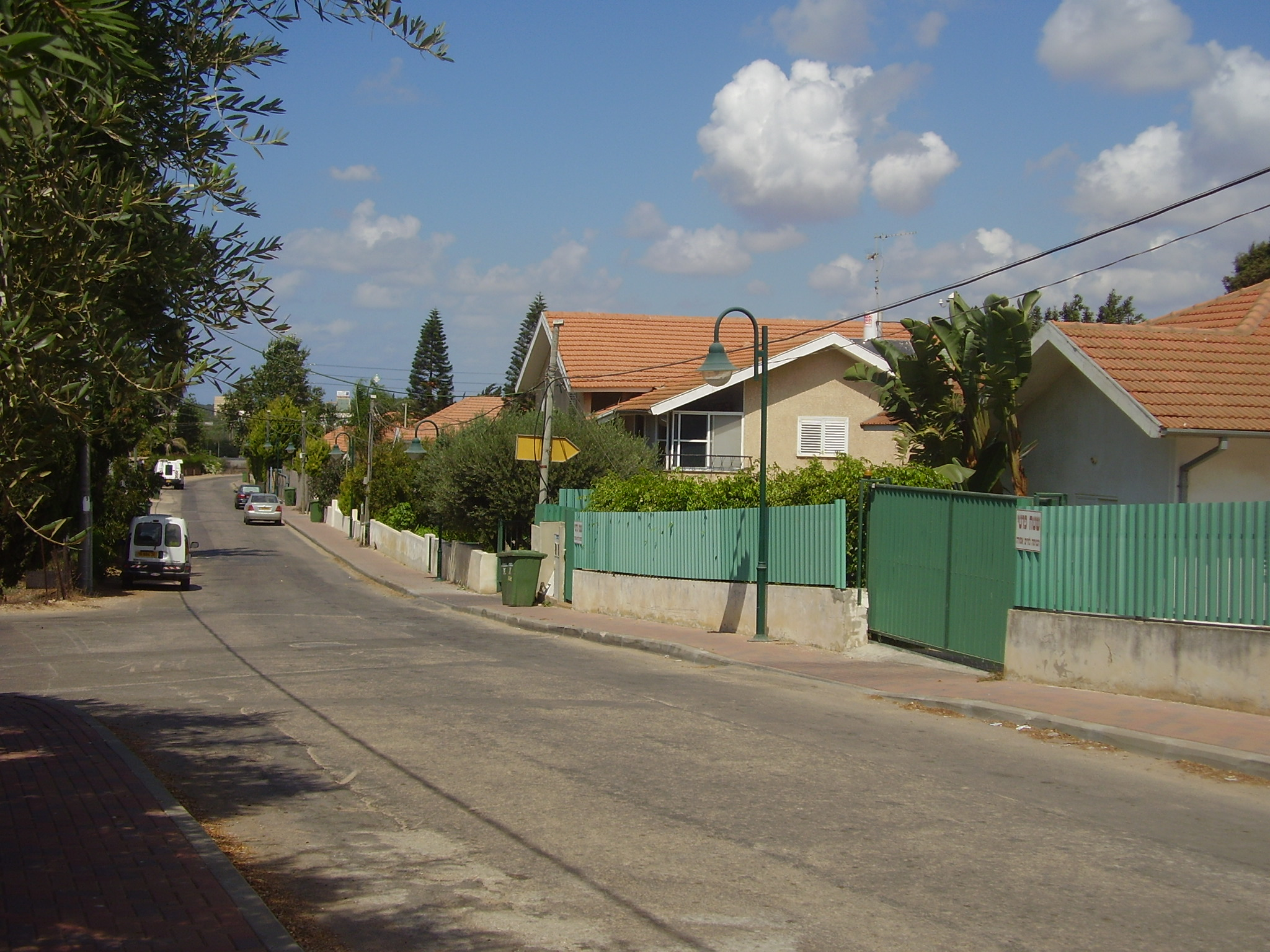
Улица в мошаве Геулей-Тейман

Так как при осуществлении первой модели права членов мошава на землю весьма ограничены, на сегодняшний день мошавы ведут борьбу за осуществление третьей модели контрактных отношений.
Правопреемником члена мошава в отношении земельного надела становится «сын-продолжатель» (ивр. בן ממשיך‎) — один из детей (или внуков) хозяина надела, получающий надел в соответствии с безвозвратным обязательством хозяина надела или в наследство.
В случае утверждения плана жилищной застройки на территории мошава, предназначенной для передачи в аренду жильцам, не являющимся членами мошава, а также в случае увеличения размеров существующих участков для заселения дополнительными семьями (ивр. הרחבה‎), новый жилец, по получении рекомендации мошава, заключает с Управлением землями Израиля трёхлетний договор о застройке своего участка (ивр. הסכם פיתוח‎), и в случае успешного завершения строительства становится прямым арендатором участка.
В рамках реформы в управлении землями, находящимися в государственной собственности, предпринятой в 2009 году, арендаторы участков в мошаве, предназначенных для жилья, смогут получить эти участки в полную собственность при согласии мошава.